# Jules Lecesne
Pour les articles homonymes, voir Lecesne.
Jules Lecesne, ou Le Cesne, né à Alençon le 7 septembre 1818 et mort à Paris le 2 février 1878, est un négociant et homme politique français.

## Biographie
Jules Nicolas Alexandre Le Cesne est issu d'une famille aisée de la région d'Alençon, fils d'Alexandre Pierre Le Cesne, directeur de la Banque de France à Caen, et de Nathalie Lucile Alexandrine Hervieu-Duclos  ; cette aisance matérielle lui permit de faire ses études en Angleterre où il prit goût au commerce. Lancé de bonne heure dans la carrière commerciale pour refaire la fortune de sa famille ruinée, Le Cesne a surtout réussi aux États-Unis pendant la guerre de Sécession, dans le négoce du coton, qu’il exportait vers la France par le biais du Havre. On a raconté de lui, à ce propos, des expéditions d’une audace qui n’a pas toujours été sans danger mais qui, somme toute, lui permirent de réaliser une brillante fortune.
De retour en France, Le Cesne prit sa résidence dans le voisinage de Caen au château de Beauregard dans la commune d'Hérouville, acquit des terres dans la petite commune à Fumichon dans le Calvados, dont il devint maire en 1865. En 1869, il fonda Le Havre, un journal d’opposition démocratique d’une nuance alors un peu plus modérée que celui qui existait déjà au Havre pour apporter une voix plus radicale aux républicains havrais.
Le Cesne dont les revendications avancées— l’établissement de la république et donc séparation des pouvoirs), le suffrage universel, la justice sociale, sans oublier la laïcité — le classaient dans les rangs de la gauche radicale fut candidat la même année aux élections générales dans la sixième circonscription de la Seine-Inférieure. Il triompha au second tour sur le candidat officiel jusque-là constamment réélu et qui s’attendait à rien moins que cet échec.
Le Cesne prit place au Corps législatif sur les bancs de la gauche; doué de plus d’aplomb que d’éloquence, il prononça, à propos de la discussion relative aux traités de commerce, un discours sur l’état de la marine marchande française qui fit sensation, mais plus encore à la lecture qu’à l’audition et qui le classa, grâce à ses connaissances spéciales, au nombre des rares membres véritablement utiles à siéger alors à gauche. Alors, ses activités de rédacteur en chef agrandirent sa notoriété et ses relations et participèrent à son élection, en 1869, Le Cesne fut élu député du Havre au second tour devant le candidat bonapartiste – et donc officiel – grâce à l’appui de l’électorat ouvrier.
Il fit partie de la Commission d’enquête sur la marine marchande, dont les travaux furent malheureusement interrompus par la guerre de 1870. Il combattit avec les députés républicains radicaux – et Gambetta à leur tête –  le plébiscite et vota contre la ratification de la déclaration de guerre à la Prusse. Nommé par Gambetta ministre de l’Intérieur, Le Cesne utilisa ses compétences de négociant comme président de la Commission d’armement, après la chute de l’Empire et la proclamation de la République. Le 4 septembre, il suivit, avec la Commission, la Délégation de province à Tours, puis à Bordeaux et utilisa son agenda étoffé de nombreuses relations anglo-saxonnes pour négocier divers achats d’armes et de munitions pour le compte du gouvernement, lesquels devaient fournir aux adversaires du régime républicain et de ses partisans, la matière de quelques calomnies contre la Commission et son président, que la Commission parlementaire d’enquête sur les marchés réduisit sans peine à néant.
Le Cesne accomplit parfaitement sa mission, écartant les fournisseurs les moins honnêtes et trouvant des fournitures à des coûts supportables par l'État, ce qui permit aux troupes françaises, réorganisées à la hâte, d’opposer une résistance qui surprit l’armée prussienne et prolongea la guerre de près de cinq mois. Cependant, faisant suite aux mauvaises bases du conflit, ces efforts n'empêchèrent pas la défaite française. 
Après le conflit, lors des élections du 8 février 1871, Le Cesne, suffisamment occupé, déclina toute candidature. Malgré certains revers électoraux dus au mode de scrutin, Jules Le Cesne se fit élire dans la première circonscription du Havre, grâce aux voix ouvrières. En 1872, il gagna de nouveau la Chambre des députés où il se prononça notamment pour la nationalisation des chemins de fer, projet mal vu dans un pays largement acquis au libéralisme économique. Il était décidé à se présenter à l'élection du 16 novembre 1873, mais il retira sa candidature face à celle du général Letellier-Valazé dont succès était ardemment souhaité par Thiers. 
Le 20 février 1876, il obtint, dans la première circonscription du Havre la majorité relative contre trois concurrents républicains et un concurrent conservateur qui, tous disparurent au second tour. Le Cesne prit place à l’extrême gauche de la Chambre des députés. Il est l'un des 363 qui refusent la confiance au gouvernement de Broglie, le 16 mai 1877. Réélu en octobre 1877, il siégea avec la gauche et fut membre du Conseil général de la Seine-Inférieure pour le canton de Graville. Atteint par la maladie, il décéda un an avant que la France ne soit présidée par son premier président républicain en la personne de Jules Grévy.
Une des grandes artères et un lycée professionnel de la ville du Havre, dont il fut une figure incontournable, portent son nom.
Gendre du doyen Pierre-Boniface Thierry, il est le grand-père de Paul Le Cesne et du poète Paul-Auguste Nicolas.